# Statens Informationsstyrelse
Statens Informationsstyrelse (SIS) var under åren 1940–1945 en svensk myndighet som sorterade under Utrikesdepartementet, men som också samverkade med Försvarsstaben.
Myndighetens uppgift var att upplysa, granska, kartlägga samt styra den svenska opinionsbildningen, inte minst pressen, och i viss mån även folkopinionen under andra världskriget. I regeringens direktiv stod det att dess främsta uppgift var "att förebygga skildring till allmänheten som med hänsyn till det politiska eller militära läget icke bör få förekomma".:105 Det syftet skulle uppnås genom att övervaka all information som nådde allmänheten: böcker, tidningar, bilder, filmer, föredrag och radioprogram.:105
SIS fungerade ungefär som en propagandamyndighet, och myndigheten kallades ibland nedlåtande för "Censur- och propagandaministeriet":104 och NON-Informationsstyrelsen.:105 Myndigheten påstods ha till uppgift att informera befolkningen, men såg själv som sin främsta uppgift att rapportera om folket till de styrande.:98

## Bakgrund
Vid andra världskrigets utbrott i september 1939 krävdes förändringar i såväl samhällsorganisation som vardagsliv. Sverige behövde ta hänsyn till det politiska och militära läget i världen. För att samfällt styra landet tillsattes en samlingsregering, Regeringen Hansson III, den 13 december 1939. En opolitisk diplomat, Christian Günther, tillsattes som utrikesminister.
Högerledaren Gösta Bagge, tillika statsråd och ecklesiastikminister  i samlingsregeringen, förklarade situationen på följande sätt i ett tal den 1 maj 1940 på Gärdet i Stockholm:
"Vi ha rullat ihop oss som igelkotten med taggarna åt alla håll. Även stora djur bruka dra sig för att angripa en dylik tingest i onödan. Vi kunna försvara oss och vi komma att göra det."

## Historik och verksamhet
Den 6 september 1939 tillsattes den så kallade Tremannanämnden av Kungl Maj:t. Nämndens uppgift blev att fungera som statens organ för information. Statens informationsbyrå inrättades på tremannanämndens förslag den 15 september 1939. Statens Informationsstyrelse ersatte Tremannanämnden och Statens informationsbyrå genom Kungl. Maj:ts beslut den 26 januari 1940. Instruktion för verket (SFS 60/1940) utfärdades samma dag och trädde i kraft den 1 februari 1940. Historieprofessorn Sven Tunberg utsågs till styrelsen ordförande. Han beviljades avsked från den posten i början av 1944.
Svenska Reklamförbundet erbjöd sina tjänster till informationsbyrån i samband med eventuella propagandaaktioner. Reklamförbundet konsulterades redan hösten 1939 av informationsbyrån i samband med en tystnadskampanj. Kampanjen ansågs nödvändig, framför allt på grund av alltför frispråkiga militärer som enligt nämnden avslöjade mer än vad som kunde anses hälsosamt för Sverige.
SIS medverkade vid inspelning av vissa filmer, till exempel kortfilmen "Flyktingar finner en hamn (1944).

### Tysthetskampanjen
Tysthetskampanjen startades av Statens informationsbyrå och genomfördes under hösten 1939. Syftet var att påminna befolkningen om vikten av att hålla tyst om sådant som skulle kunna vara till skada för det neutrala Sverige.
Kampanjen symboliserades av en blågul affisch prydd med tre horisontellt placerade kronor samt texten "Allvarstid kräver samhällsanda, vaksamhet, tystnad.":11
Därefter bildades Statens Informationsstyrelse.

### Vaksamhetskampanjen
Vaksamhetskampanjen startades den 21 november 1941 av Statens Informationsstyrelse. Kampanjens syfte var att mana allmänheten till tystnad om sådant som kunde skada Sverige. Kampanjen illustrerades av symbolen En svensk tiger, illustrerad av konstnären Bertil Almqvist. Kampanjen omfattade även broschyren "Tystnadskatekesen".:13

### Grå lappar
Myndigheten meddelade media, via Tidningarnas Telegrambyrå, med totalt 260 sk grå lappar vad som fick framföras och inte.:105-106:54

## Undersektioner
Flera fristående sektioner sorterade under SIS::105
- Samordningsbyrån för motpropaganda.[9]
- Pressrådet och efterföljaren Pressnämnden, med representanter för både Sveriges Journalistförbund och Publicistklubben[3]:105
- Aktiv hushållning, startades 1940 och slogs ihop med Hemmens forskningsinstitut 1954
- Sektionen för kulturell folkberedskap (Folkberedskapen), tillsattes formellt den 1 juli 1940. Sektionen hade en nämnd med arbetsutskott, fyra handläggare, ett råd med representanter från olika folkrörelser och trossamfund, samt  lokala läns- och ortsombud och ortsnämnder.[10][11][12]